# KN-25
KN-25 ist die NATO-Bezeichnung einer ballistischen Kurzstreckenrakete aus Nordkorea.

## Entwurf
Die KN-25 wird als ballistische Gefechtsrakete mit großem Kaliber bezeichnet.  Ihr Durchmesser wird auf 60 cm, ihre Länge auf 8,2 m und ihr Gewicht auf 3 Tonnen geschätzt.
Das Leitsystem ist nicht genau bekannt, allerdings besitzt diese Rakete wohl über sechs rotierende Heckflossen und vier bewegliche Frontflossen, die der Lageregelung der Rakete dienen.  Sie wird entweder montiert auf einem vierrohrigen Tatra 813 8x8 Mehrfachwerfer auf Rädern oder einem Kettenfahrzeug mit sechs Rohren
.
Die Rakete besitzt einen 300 kg Sprengkopf und eine angebliche Zielgenauigkeit von 80 bis 90 m.
Das System KN-25 ist für den Einsatz auf Bataillonsebene geeignet, um Ziele in 300 bis 400 km Entfernung zu bekämpfen.  In Verlautbarungen aus Nordkorea aus dem Oktober 2022, Februar 2023 und März 2024 wurde es als ''taktische Atomwaffe'' bezeichnet.
Weitere Verlautbarungen sagen, dass Nordkorea über wenigstens dreißig 6-Rohr-Kettenwerfer und neun 4-Rohr-Radwerfer verfügt, was rechnerisch die Möglichkeit bietet 216 Projektile in zeitlicher Nähe abzufeuern.  Ende Mai 2024 feuerte das nordkoreanische Militär zur Demonstration 18 KN-25 Geschosse in Anwesenheit von Kim Jong-un simultan ab.